# حمد بن علي بن عتيق
حمد بن علي بن عتيق، (1227 هـ-1301 هـ)علامة ومحقق سني سعودي.

## اسمه ونشأته
هو الشيخ المحقق حمد بن علي بن محمد بن عتيق بن راشد بن حميضة واشتهر بابن عتيق نسبةً إلى جده الثاني عتيق واشتهرت أسرتهم بهذه النسبة وكانوا يقيمون في بلدة الزلفي.
ولد الشيخ حمد فيها سنة 1227هـ ونشأ بهاوحفظ القرآن الكريم ومع أنه ليس من بيت علم ولا من بيت كبير إلا أن همته وعلو نفسه سمت به إلى معالي الأمور فوجد طريق عز الدنيا والآخرة في العلم فسافر من بلده الزلفي إلى الرياض عاصمة الجزيرة العربية وكانت نجد يومئذ قد استقرت بعد استعادة الملك وتأسيسه من قبل الإمام تركي بن عبد الله بن محمد آل سعود وتوسيعه وتثبيته بنجله الإمام فيصل، وكانت آهلة بالعلماء وعلى رأسهم العلامة الشيخ عبد الرحمن بن حسن، فشرع في القراءة عليه ولازم دروسه ومجالسه، كما قرأ على الشيخ عبد اللطيف والشيخ علي بن حسين والشيخ عبد الرحمن بن عدوان قاضي الرياض، وجد واجتهد حتى أدرك وصار من كبار العلماء ومشاهير الفقهاء؛ فلما بلغ المبلغ السامي في تحصيل العلوم والمرتبة العليا في التلقي والصلاح، عينه الإمام فيصل بمشاورة رئيس قضاة نجد في زمنه الشيخ عبد الرحمن بن حسن قاضيا في الخرج ، ثم نقله إلى بلدة الحلوة بحوطة بني تميم ثم نقله منها إلى قضاء الأفلاج واستقام فيه وتصدى للإفتاء بحلقات الدروس التي أقبل عليها الطلاب من كل حدب وصوب فنفع الله بعلمه، وتخرج عليه من لا يحصون من أفواج العلماء.

## مؤلفاته
وكان له مجال واسع في التأليف والكتابة أي كتابة الرسائل والنصائح وتحرير الفتاوى ، فله شرح التوحيد أبطال التنديد ورسالة في بيان النجاة والفكاك ورسالة الدفاع عن أهل السنة والأتباع والفرق المبين بين السلف وابن سبعين وحياة القلوب والتحذير عن السفر إلى بلاد المشركين والأمر بالمعروف وغير ذلك.
وكان الشيخ حمد معاصرا للعالم المشهور الشيخ صديق بن حسن صاحب المؤلفات، وكان بينهما مراسلة ومن تلك الرسائل المتبادلة بينهما رسالة مطولة، أثني الشيخ حمد فيها على الشيخ صديق وعلى تمسكه بالسنة المحمدية ونبذ الخرافات والبدع الناشئة غي غلب أرجاء العالم الإسلامي.
ومدح مؤلفاته وكنه بين له بعض الأخطاء في تفسيره ودله فيها على مذهب السلف الصالح وقد جاء فيها ما يلي:
( من حمد بن عتيق إلى الإمام المعظم والشريف المقدم محمد صديق زاده الله من التحقيق. السلام عليكم ورحمة الله وبركاته.
وبعد فالواجب إبلاغ السلام شيد الله بك قواعد الإسلام ونشر بك السنن والأحكام.
اعلم وفقك الله أنه كان بلغنا أخبار سارة بظهور أخ صادق ذي فهم راسخ وطريقة مستقيمة يقال له صديق فنفرح بذلك ونسر لغرابة الزمان وقلة الأخوان وكثرة أهل البدع ثم وصل إلينا كتاب التحرير فازددنا فرحا وحمدنا الله، فبينما نحن كذالك إذ وصل إلينا التفسير بكماله فرأينا أمرا عجبا نظن أن الزمان لم يسمح بمثله وما قرب منه من التفاسير التي تصل إلينا من التحريف والخروج عن طريق الاستقامة وحمل كلام الله على غير مراد الله فلما نظرنا في ذلك التفسير تبين لنا حسن قصد منشئه وسلامة عقيدته لعلمنا أن ذلك من فضل الله ( وعلمناه من لدنا علما) فالحمد لله رب العالمين فزاد الاشتياق وتضاعفت رغبته ولكن العوائق كثيرة فمن العوائق تباعد الديار وطول المسافات فإن مقرنا في فلج اليمامة ومنها خطر الطريق وتسلط الحرامية ونهب الأموال واستباحة الدماء وإخافة السبل.
ولما رأينا ما من الله به عليكم من التحقيق وسعة الإطلاع وعرفنا شركتكم من الآلات وكانت نونية ابن القيم بين أيدينا ولنا بها عناية ولكن أفها منا قاصرة وبضاعتنا مزجاة من أبواب جملة وفيها موضوعات محتاجة إلى البيان ولم يبلغنا أن أحدا تصدى لشرحها، فأن غلب على الظن أنك تقدر على ذلك فافعل وهي واصلة إليك فاجعل قراءتها شرحها.
ولنا مقصد آخر وهو أن هذا التفسير العظيم وصل إلينا في شعبان سنة 1297 هـ، فنظرت فيه ولم أتمكن إلا من بعضه ومع ذلك وقعت على موضوعات تحتاج إلى تحقيق وظننت أن لذلك سببين أحدهما أنه لم يحصل منكم إمعان نظر في الكتاب بعد إتمامه والثاني أن الظاهر انك أحسنت الظن ببعض المتكلمة وأخذت من عبارتهم بعضا بلفظه وبعضا بمعناه فدخل عليك شيء من ذلك وهو قليل بالنسبة إلى ما وقع فيه كثير ممن صنف في التفسير وغيره.
وقد اجترأت عليك بمثل هذا الكلام نصحا لله ورسوله ورجاء من الله أن ينفع بك في هذا الزمان وأنا أنتظر منك الجواب ثم إني لما رأيت ترجمتك وقد سمى فيها بعض مصنفاتك وكنت في بلاد قليلة فيها الكتب وقد ابتليت بالدخول في أمور الناس لأجل ضرورتهم كما قيل: خلا لك الجو فبيضى واصفرى. والتمس من جنابك أن تتفضل علينا بكتاب السول في أقضية الرسول و الروضة الندية و نيل المرام فنحن في ضرورة عظيمة إلى هذه كلها فاجعل من صالح أعمالك معونة أخوانك وابعث بها إلينا على يد الأخ أحمد بن عيسى الساكن في مكة المكرمة واكتب لنا تعريفا بأحوالكم ولعل أحدا يتلقى هذا العلم ويحفظ عنك واحرص على ذلك طمعا أن يجمع الله لك شرف الدنيا والآخرة. واعلم أني قد بلغت السبعين وأنا في معترك الأعمار ولا آمن هجوم المنية، ولى من الأولاد ثمانية منهم ثلاثة يطلبون العلم كبيرهم سعد ويليه عبد العزيز وتحته عبد اللطيف وبقيتهم صغار منهم من هو في المكتب ولا تنسنا من دعائك الصالح كما هو لك مبذول والسلام عليكم ورحمة الله وبركاته، وصلى الله على سيدنا محمد وآله وصحبه)ا.هـ.
هذه مقتطفات من رسالة الشيخ حمد بن عتيق للشيخ صديق بن حسن خان ملك بهويال بالهند وفي هذه الرسالة من النصائح والتحقيق العلمي الشيء النفيس إلا أن المقام يضيق عنها رحمهما الله تعالى
- ومن مؤلفاته:
- إبطال التنديد باختصار شرح التوحيد.
- الدفاع عن أهل السنة والدفاع.
- المراسلات.
- المسائل والفتاوى..[3]
- الرد على ابن دعيج
- الفرقان المبين بين مذهب السلف وابن سبعين
- رسالة في وجوب الأمر بالمعروف والنهي عن المنكر
- سبيل النجاة والفكاك من موالاة المرتدين وأهل الإشراك
- له نظم في الأسباب التي بها حياة القلوب في 41 بيت
- وله رسالة في التحذير من السفر إلى بلاد المشركين.[4]

## وفاته
توفي في الأفلاج عام 1301 هـ عن عمر يناهز السبعين، ودفن في مقبرة العمار وخلف عشرة أبناء ولا يوجد الآن إلا أحفاده.

## انظر ايضاً
- الأفلاج
- عبدالرحمن بن ناصر السعدي